# Woodland Hills (Utah)
Woodland Hills – miasto w Stanach Zjednoczonych, w stanie Utah, w hrabstwie Utah.